# ジュリアス・マレマ
ジュリアス・セロ・マレマことジュリアス・セロ・マレマ（Julius Sello Malema）（1981年3月3日 -）は、南アフリカ共和国の政治家。経済的解放の闘士党首（2013年7月27日～）を務めている。

## 概要
2012年までジェイコブ・ズマ前大統領の側近及び支持者としてANCに所属していたが、マレマ自身の憲法違反などが膨らみANCから制裁を受け、マレマとズマの関係は緊張状態に走った。2012年4月にとうとうANCから追放されると、新政党「経済的開放の闘士」を結成。国有化、黒人民族主義、マルクス・レーニン主義やムアンマル・カダフィの理論を南アフリカに適応させるとし、貧困にあえぐ黒人から支持を拡大。中国共産党との深いつながりもある。
彼の批判者は、マレマを「南アフリカを不安定化させる無謀なポピュリスト」と指摘しており、白人を差別する逆差別的な姿勢やヘイトスピーチで2回有罪判決を受けている。1回目は2010年3月にズマ大統領のレイプ告発者に関する屈辱的なコメントで、2回目は2011年9月に『ドゥブール・イブヌ』（「ボーア人を撃て」、「ボーア人を殺せ」の意）を歌ったことで有罪判決を受けた。
EFF党に対する批判者であるANC青年同盟現会長のコレン・マラツィはメディアの取材で「マレマは私達(アフリカ民族会議)をカルト化させよう目論んでいた」と警鐘を鳴らしている。

## 生い立ちと政界入りまで
1981年3月3日、トランスヴァール州、ポロクワネ近くのセシェゴの町で生まれ育った。彼の母、フローラ・マロディ（＝マレマ）は北部ソト人である。

### 学生時代
マレマによれば、9歳か10歳の頃にANCのマスパツェラ運動に参加したという。当時の彼の主な任務は国民党のポスターを撤去することであった。ANC青年同盟にも加入していた経歴もある。